# Metteson

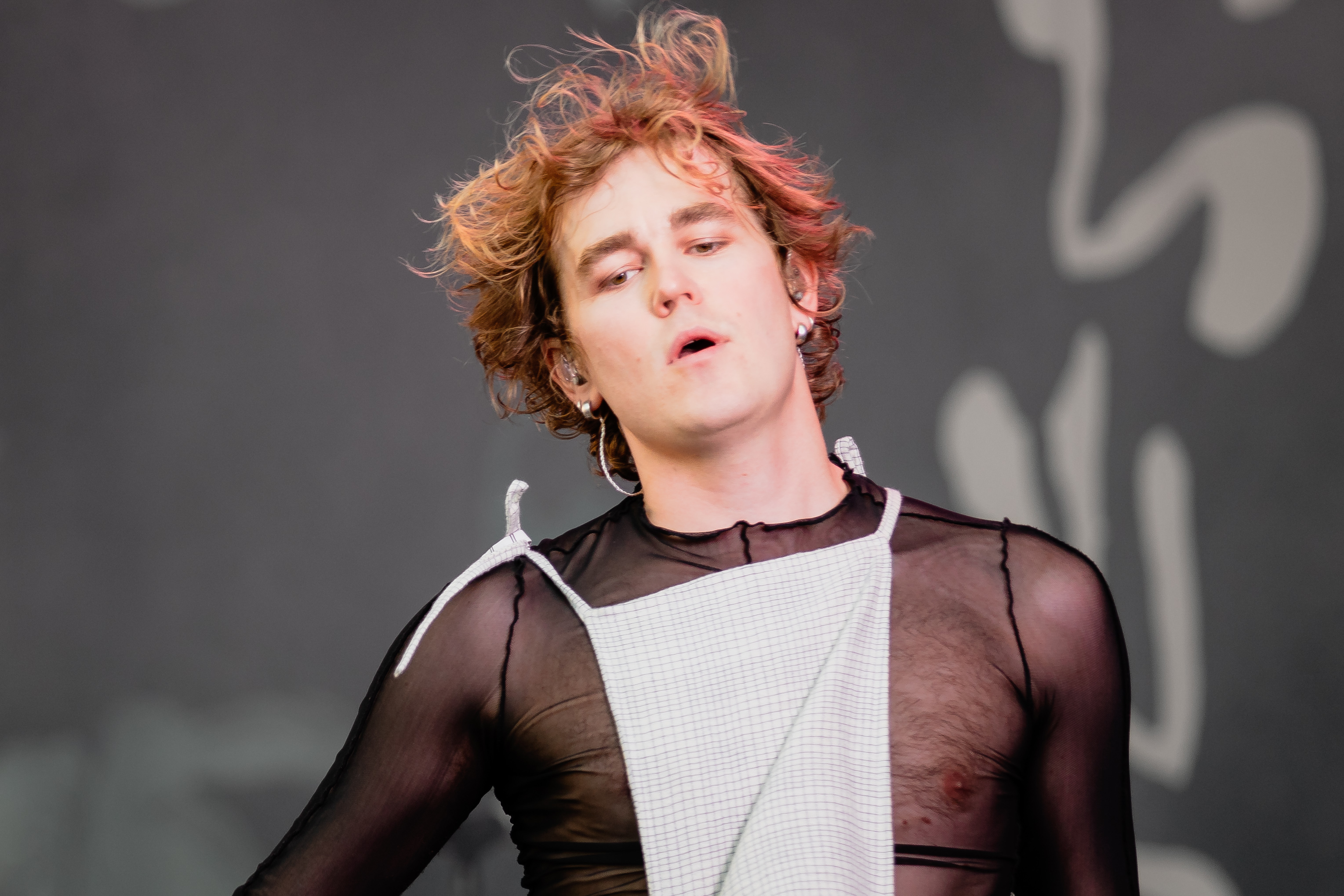
Metteson (2023)
Bild: Tore Sætre

Sverre Breivik (* 1993) ist ein norwegischer Schauspieler, Sänger und Songwriter. Als Musiker tritt er unter dem Künstlernamen Metteson auf.

## Leben
Breivik stammt aus der Kommune Moss. Seinen Künstlernamen Metteson (deutsch Mettes Sohn) wählte er in Anlehnung an den Vornamen seiner Mutter. In seiner Jugend begann er in Oslo an verschiedenen Theatern zu spielen. Von 2013 bis 2016 studierte er an der Statens Teaterhøgskole, dem Theaterbereich der Kunsthochschule Oslo. Nach dem Ende seiner dortigen Zeit begann er im Jahr 2016 als Schauspieler am Theater Den Nationale Scene in Bergen zu arbeiten. Dort spielte er unter anderem in Spellemann på taket und die Figur Horatio in Hamlet. Am Osloer Nationaltheatret wirkte er in seiner ersten Rolle als Benvolio in Romeo und Julia mit.
Breivik begann im Jahr 2019 Musik unter seinem Künstlernamen zu veröffentlichen. Im Mai 2021 gab er seine Debüt-EP Convince Me heraus. In der Zeitung Aftenposten wurde sie als „Huldigung“ an die 1980er-Jahre bezeichnet. Beim Festival by:Larm gewann er im Herbst 2021 die Auszeichnung als „Årets Stjerneskudd“, also als Shootingstar des Jahres. Damit verbunden war ein Preisgeld von 500.000 NOK. Beim Spellemannprisen 2021 war er in der Newcomer-Kategorie nominiert. Im Februar 2024 veröffentlichte er sein Debütalbum, Look to a Star. Dafür erhielt er beim Spellemannprisen 2024 eine Nominierung in der Pop-Kategorie.

## Auszeichnungen
Spellemannprisen
- 2021: Nominierung in der Kategorie „Newcomer des Jahres“
- 2024: Nominierung in der Kategorie „Pop“ (für Look to a Star)

Sonstige
- 2021: „Årets Stjerneskudd“ beim Festival by:Larm

## Diskografie

### Alben
- 2024: Look to a Star

### EPs
- 2021: Convince Me

### Singles
- 2019: 80 Miles
- 2020: Devotion
- 2020: Harder
- 2020: Forever
- 2021: Under Your Shirt
- 2022: Come, Cry
- 2022: Second Heart
- 2022: Never Let Me Go
- 2023: Put It to Sleep
- 2023: Waves